# 矢後和彦
矢後和彦（やご かずひこ、1962年- ）は、日本の経済学者、早稲田大学教授。

## 人物・来歴
1986年横浜国立大学大学院経済学研究科修士課程修了、1992年東京大学大学院経済学研究科博士課程満期退学、パリ第10大学大学院修了、歴史学博士。92年東大経済学部助手、1993年東京都立大学講師、96年助教授、2001年教授、2005年首都大学東京教授、2011年早稲田大学商学学術院教授。2000年『フランスにおける公的金融と大衆貯蓄』で渋沢・クローデル賞受賞。

## 著書
- 『フランスにおける公的金融と大衆貯蓄 預金供託金庫と貯蓄金庫1816-1944』東京大学出版会, 1999.7
- 『国際決済銀行の20世紀』蒼天社出版, 2010.3
- The Financial History of the Bank for International Settlements (Routledge studies in the modern world economy  Routledge, 2013

### 共編
- 『国際金融史 (新・国際金融テキスト 上川孝夫共編. 有斐閣, 2007.2
- 『システム危機の歴史的位相 ユーロとドルの危機が問いかけるもの』編. 蒼天社出版, 2013.4

### 翻訳
- エリン・E.ヤコブソン『サウンドマネー BISとIMFを築いた男、ペール・ヤコブソン』吉國眞一共監訳. 蒼天社出版, 2010.
- フィリップ・スクラントン, パトリック・フリダンソン『経営史の再構想』粕谷誠共訳. 蒼天社出版, 2017.

## 論文
- <矢後和彦